# Aldon Morris
Aldon Douglas Morris (Tutwiler, 15 de junio de 1949) es un sociólogo y educador estadounidense. Se desempeña como profesor de sociología y académico galardonado, con intereses que incluyen los movimientos sociales, los derechos civiles y la desigualdad social. Fue presidente en 2021 de la Asociación Estadounidense de Sociología.

## Biografía

### Primeros años
Nieto de aparceros, nació en la zona rural de Tutwiler, Misisipi. Cuando era niño experimentó el racismo y la segregación de las Leyes Jim Crow; uno de sus primeros recuerdos fue el linchamiento de Emmett Till, de 14 años. Se mudó a Chicago con su familia y se matriculó en Southeast Community College en 1968. Estudió sociología y movimientos sociales en la Universidad Bradley y la Universidad de Stony Brook, y recibió su doctorado en 1980.

### Carrera
Fue profesor asociado de sociología en la Universidad de Michigan de 1980 a 1990. Se unió a la facultad de la Universidad Northwestern en 1988, donde ahora se desempeña como profesor Leon Forrest de sociología y estudios afroestadounidenses. Anteriormente en Northwestern, presidió el departamento de sociología, dirigió Estudios Asiático-Estadounidenses, se desempeñó como decano asociado para asuntos docentes y se desempeñó como decano interino de la Facultad de Artes y Ciencias Weinberg.
Se inspiró en la conmovedora oración de Martin Luther King y en la erudición del sociólogo W. E. B. Du Bois, el primer hombre negro en obtener un doctorado de la Universidad de Harvard. En 2005, el y un grupo de colegas persuadieron a la Asociación Estadounidense de Sociología para que cambiara el nombre de su principal premio por el de Du Bois. En su libro de 2015, The Scholar Denied: WEB Du Bois and the Birth of Modern Sociology, argumentó que Du Bois fue el fundador de la sociología estadounidense moderna y que sus contribuciones al campo fueron suprimidas durante décadas debido al racismo institucional.
En 2019, fue elegido presidente electo de la Asociación Estadounidense de Sociología. Morris será el 112.º presidente de la Asociación en 2021, sucediendo a Christine Williams.

## Premios y reconocimientos
- Premio a la Contribución Distinguida a la Beca de la Asociación Estadounidense de Sociología (1986).[8]
- Premio al Liderazgo Sobresaliente de la Asociación de Sociólogos Negros (1988)[9]
- Premio Joseph Himes a la trayectoria por una carrera con becas distinguidas de la Asociación de Sociólogos Negros (2006)[8]
- Premio Cox-Johnson-Frazier de la Asociación Estadounidense de Sociología (2009)[9]
- Premio A. Wade Smith a la enseñanza, la tutoría y el servicio de la Asociación de Sociólogos Negros (2013)[8]
- Premio RR Hawkins y Premio a la Excelencia en Ciencias Sociales (2016)[10][11]
- Premio W.E.B. Du Bois a la carrera de beca distinguida (2020)[12]

## Publicaciones seleccionadas
- Morris, Aldon (December 1981). «Black Southern Student Sit-in Movement: An Analysis of Internal Organization». American Sociological Review 46 (6): 755-767. doi:10.2307/2095077.
- Morris, Aldon D. (1984). The Origins of the Civil Rights Movement: Black Communities Organizing for Change. Free Press. ISBN 9780029221303.
- Aldon D. Morris; Carol McClurg Mueller (1992). Frontiers in Social Movement Theory. Yale University Press. ISBN 9780300054866.
- Morris, Aldon D. (October 1993). «Birmingham Confrontation Reconsidered: An Analysis of the Dynamics and Tactics of Mobilization». American Sociological Review 58 (5): 621-636. doi:10.2307/2096278.
- Morris, Aldon (May 2000). «Reflections on Social Movement Theory: Criticisms and Proposals». Contemporary Sociology 29 (3): 445-454. doi:10.2307/2653931.
- Jane J. Mansbridge; Aldon Morris (30 de octubre de 2001). Oppositional Consciousness: The Subjective Roots of Social Protest. University of Chicago Press. ISBN 9780226503622.
- Morris, Aldon D. (August 2015). The Scholar Denied: W. E. B. Du Bois and the Birth of Modern Sociology. University of California Press. ISBN 9780520276352.